# كاوبوي بيباب: ذا موفي
كاوبوي بيباب: الفيلم (بالإنجليزية: Cowboy Bebop: The Movie)‏ هو فيلم أنمي صدر في 1 سبتمبر 2002. وكانت مُدتهُ 115 دقيقة من إخراج شينيشتيرو واتانابي.
 بلغت إيرادات الفيلم نحو 3 مليون دولار أمريكي